# Thyonicola americana
Thyonicola americana är en snäckart som beskrevs av Tikasingh 1961. Thyonicola americana ingår i släktet Thyonicola och familjen Eulimidae. Inga underarter finns listade i Catalogue of Life.